# Petriwka (rejon podolski)
Petriwka (ukr. Петрівка) – wieś na Ukrainie, w obwodzie odeskim, w rejonie podolskim.